# 11336 Piranesi
11336 Piranesi è un asteroide della fascia principale. Scoperto nel 1996, presenta un'orbita caratterizzata da un semiasse maggiore pari a 2,5377239 UA e da un'eccentricità di 0,0899456, inclinata di 2,54367° rispetto all'eclittica.